# Boko Haram

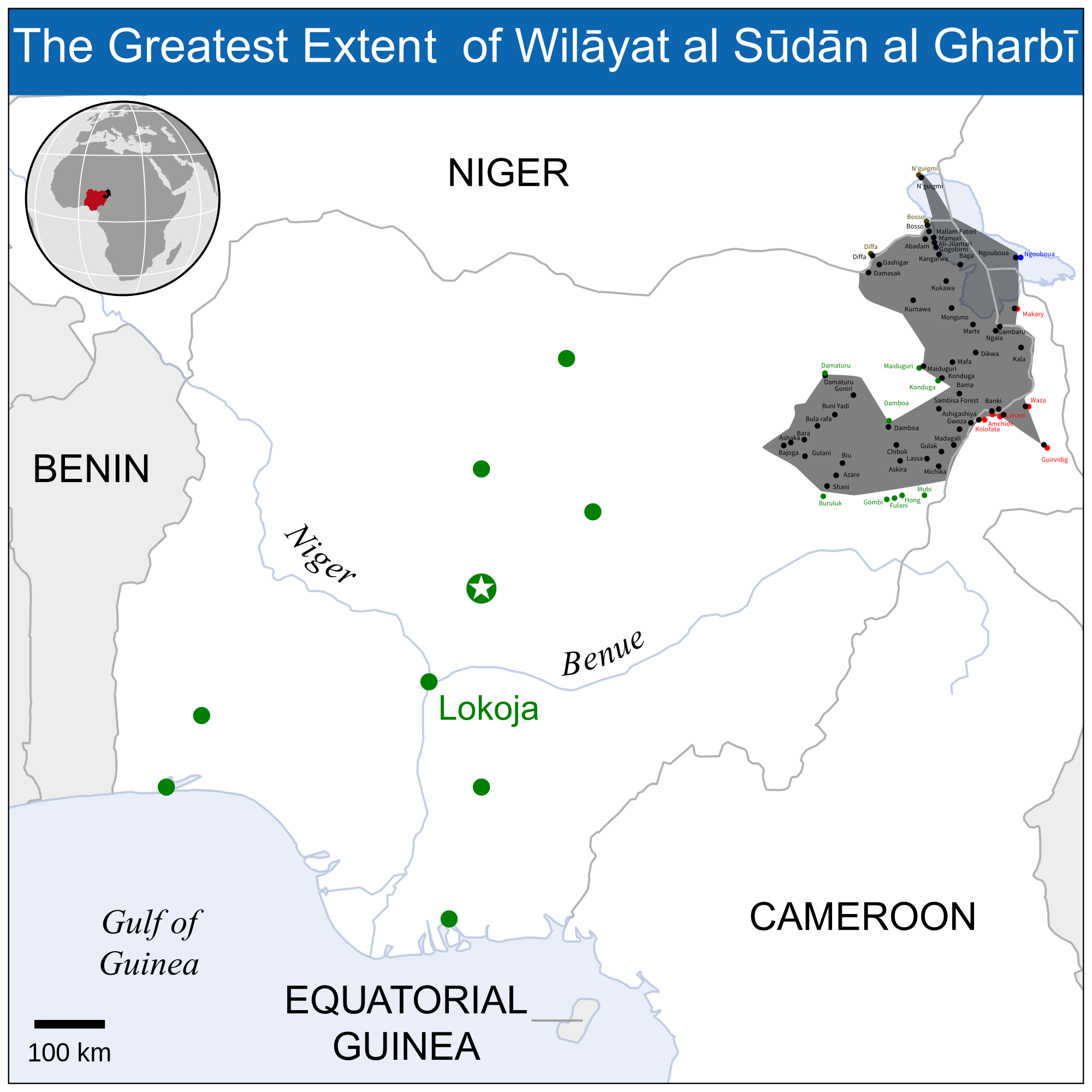
Rozsah území pod kontrolou Boko Haram v lednu 2015, zakreslený šedou barvou

Černá vlajka s pečetí proroka převzatá od organizace Islámský stát, shodující se s vlajkou organizace aš-Šabáb

Boko Haram (jeden možný český překlad z hauštiny: Západní učení je rouhání, další možné výklady jsou "Knihy jsou hříchem/zakázany", "západní učení je hříchem", "pozápadnění je svatokrádež", "Moderní výchova je hříchem", "předstírání falešných skutečností je hříchem"), dřívějším vlastním jménem Lidé oddaní propagaci Prorokova učení a džihádu je salafistická islamistická povstalecká skupina, operující na území Nigérie, Čadu, Nigeru a Kamerunu. Jejím cílem je z Nigérie vytvořit muslimský stát, založený na striktním výkladu práva šaría.[zdroj?] Šaría již platí v muslimských severních státech, na převážně křesťanském jihu nikoliv.
Skupina vznikla už roku 2002. V té době se však jednalo o relativně umírněnou politicko-náboženskou organizaci, občas považovanou dokonce za model mírumilovného fungování jiných extremistických skupin napříč světem. V roce 2009 však zahájila ozbrojené povstání proti vládě, tehdy ještě bez užití teroristických praktik. To stálo život stovky vládních vojáků i ozbrojenců Boko Haram, včetně jejího zakladatele Mohammada Yusufa.
Po smrti Yusufa převzal vedení skupiny jeho blízký spolupracovník Abubakar Shekau. Ten se postupně stal jedním z nejhledanějších teroristů světa a je mu připisována zodpovědnost za změnu v aktivitách a směřování skupiny. Okamžitě navázal úzké vazby na teroristickou síť Al Kajdá. 13. listopadu 2013 označily Spojené státy organizaci za teroristickou. 22. května 2014 přidala Rada bezpečnosti OSN Boko Haram na svůj seznam teroristických organizací.
Do roku 2014 postupně skupina ovládla většinu území severovýchodní Nigérie a začala páchat teroristické útoky stojící život stovky civilistů. Zároveň v březnu 2015 zpřetrhala své vazby s Al-Kájdou a přihlásila se ke konkurenčnímu Islámskému státu, jehož vedení slíbila poslušnost, a změnila jméno na Západoafrická provincie Islámského státu.
Vzrůstající nebezpečnost a stále častější útoky v sousedních zemích vedly k tomu, že v lednu 2015 započala rozsáhlá vojenská akce armád čtyř států - Nigérie, Kamerunu, Čadu a Nigeru. Operace trvala celý rok a došlo při ní k osvobození všech civilisty obývaných oblastí ovládaných Boko Haram. Klíčové bylo zejména zapojení 20.000 dobře vycvičených vojáků z Kamerunu a také know-how Čadu, který je pouštním státem a jeho vojáci jsou odborníky na guerillovou válku a krizovou logistiku.
K likvidaci Boko Haram však nedošlo, stáhla se do svých zaminovaných základen v neprostupném pralese a díky finančním zdrojům z pytláctví, únosů a výpalnému od pašeráků nadále podniká teroristické útoky, byť menšího rozsahu a méně často než před rokem 2015.
Roku 2021 vydala OSN studii zabývající se dopadem činnosti Boko Haram, která došla k závěru, že od počátku povstání roku 2009 skupina zabila 350.000 osob, přičemž přímo násilnou smrtí zemřela desetina a zbylých 90 % jsou oběti podvýživy a epidemií na území, které ovládala nebo důsledek útoků na logistické cíle.

## Aktivity připisované Boko Haram
V prosinci 2010 provedla Boko Haram sérii útoků proti křesťanům ve střední Nigérii. Útoky se odehrály v okolí měst Jos a Maiduguri, cílem byly i kostely a farnosti. Při násilnostech zahynulo 32 osob.
V srpnu 2011 explodovala bomba v budově Organizace spojených národů v hlavním městě Abuja a zabila 16 lidí. Nigerijská vláda obvinila z tohoto útoku Boko Haram. V listopadu téhož roku při útoku proti vojenské základně a velitelství nigerijských tajných služeb, policejním stanicím a jiným, i civilním cílům (kostely, náboženská škola) ve městech Maiduguri a Damaturu zahynulo nejméně 150 lidí.
V lednu 2012 zemřelo po sérii bombových útoků ve městě Kano nejméně 211 lidí. Policie poté zatkla 158 příslušníků Boko Haram. Útok byl údajně odvetou za nepropuštění některých vězněných členů sekty na svobodu. Při útoku se jich neupřesněný počet podařilo osvobodit. Ve stejném týdnu také Boko Haram zaútočila na policejní a armádní stanoviště v provincii Bauči, přičemž zabila 11 členů těchto bezpečnostních složek.
V červenci 2013 zaútočili radikálové z Boko Haram na školu ve městě Mamudu. Školu polili benzínem a zapálili, následně stříleli do prchajících dětí a učitelů. Zahynulo 29 lidí, další byli hospitalizování s popáleninami a střelnými zraněními. V listopadu téhož roku byla organizace Spojenými státy zařazena na jejich seznam teroristických organizací.

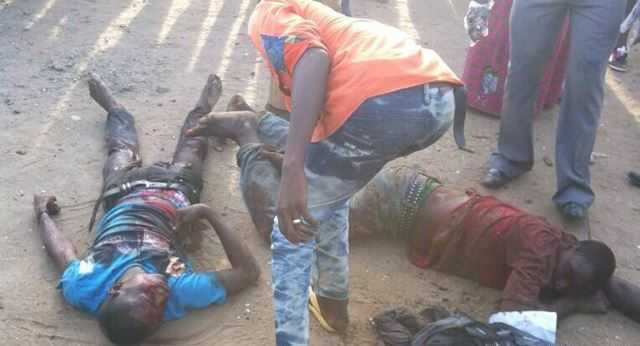
Teroristický útok ve městě Abuja 14. dubna 2014

Dne 14. dubna 2014 explodovala na autobusovém nádraží na předměstí nigerijské metropole Abuja nálož. Podle místní policie zemřelo 88 lidí a dalších 200 utrpělo zranění. Bezpečnostní experti se domnívají, že trhavinu pachatelé nastražili do jednoho z vozidel. K útoku se nikdo nepřihlásil, podezření nicméně padá na islamistickou sektu Boko Haram. Dne 5. května 2014 Boko Haram přepadla město Gamboru, které leží v nigerijském státě Borno na hranicích s Kamerunem. Střelba trvala asi čtyři hodiny. Útočníci podpálili přes 250 domů. Podle odhadů zahynulo kolem 155 až 200 lidí. Řada lidí prý zahynula pod palbou, ale mnozí další uhořeli ve svých domech.

### 2015
Dne 3. ledna 2015 Boko Haram obsadila základnu u města Baga, která byla sídlem mezinárodních sil z Čadu, Nigeru a Nigérie. Ozbrojenci poté vyhnali tisíce místních obyvatel, zapálili město a spáchali masakr civilistů, který vyvrcholil 7. ledna. Kromě Bamy bylo vypáleno ještě šestnáct dalších měst.
25. ledna zahájila skupina Boko Haram útok na Maiduguri, hlavní město nigerijského státu Borno.
3. února vstoupily po vzájemné dohodě obou zemí jednotky Čadu na nigerijské území s cílem bojovat proti této skupině. 7. února oznámily nigerijské úřady přesunutí termínu voleb ze 14. února na 28. březen. Důvodem byla eskalace násilí na severu země. 9. února podnikla Boko Haram neúspěšný útok na věznici ve městě Diffa v jižním Nigeru s cílem osvobodit své zajaté členy. 21. února oznámila nigerijská armáda, že opětovně dobyla město Baga na břehu Čadského jezera.
Hnutí Boko Haram provedlo sérii sebevražedných útoků ve městě Maiduguri ve státě Borno, poté se prohlásilo za součást Islámského státu.
27. března oznámila nigerijská armáda, že dobyla město Gwoza, centrum Boko Haram, zpět. 30. března osvobodila nigerijská armáda pralese Sambisa 160 zajatkyň tohoto hnutí. Následujícího dne osvobodila nigerijská armáda v pralese Sambisa dalších 234 žen a dětí na severovýchodě země. Celkový počet „osvobozených“ tak přesáhl 700 lidí. Některé ženy na své zachránce údajně střílely.
15. července provedla sebevražedná atentátnice oblečená v nikábu útok v čadském hlavním městě N'Djamena, při kterém zemřely desítky lidí. Čad v reakci na útok zakázal nošení nikábu a vydal prohlášení, že bombardoval tábory Boko Haram na nigerijském území, což Nigérie popřela. Ve dnech 1. a 2. června povraždili stoupenci hnutí Boko Haram na ve dvou městech státu Borno 150 muslimů shromážděných ke společným modlitbám.
24. prosince 2015 oznámil nigerijský prezident Muhammadu Buhari „technické vítězství“ nad teroristickou skupinou Boko Haram s tím, že nigerijská armáda a její spojenci zcela zničili schopnost skupiny vést konvenční boj; tedy obsazovat území nebo města. Skupina se podle jeho slov musela uchytil zpět k partyzánskému boji a největší nebezpečí nadále představují její sebevražedné atentáty.

### 2016
18. května skupina místní domobrany identifikovala u hranic s Kamerunem jednu z 218 dívek unesených v roce 2014 z internátní školy ve městě Chiboku v nigerijském státě Borno. Další jednání mezi vládou a Boko Haram, která zprostředkoval Mezinárodní červený kříž a Švýcarsko, pomohla 13. října 2016 osvobodit dalších 21 školaček. 24. prosince 2016 dobyla Nigerijská armáda poslední tábor povstalecké organizace Boko Haram v pralese Sambisa. 28. prosince 2016 se skupina 30 bojovníků Boko Haram u města Diffa vzdala nigerským úřadům.

## Únosy
Boko Haram má na svědomí mnoho únosů.
V dubnu 2014 Boko Haram unesla přes 274 křesťanských studentek z internátů vládní školy v Chiboku a následně je rozprodala jako „manželky“ a sexuální otrokyně svým členům za cenu asi 240 Kč za „kus“.